# Shoma Uno
Shoma Uno (en japonés: 宇野昌磨, Uno Shoma; Nagoya, 17 de diciembre de 1997) es un deportista japonés que compite en patinaje artístico, en la modalidad individual, dos veces campeón mundial (en 2022 y 2023).
Participó en dos Juegos Olímpicos de Invierno, obteniendo tres medallas, plata en Pyeongchang 2018 (individual) y dos en Pekín 2022 (plata por equipo y bronce individual).
Ganó cuatro medallas en el Campeonato Mundial de Patinaje Artístico sobre Hielo entre los años 2017 y 2023, y tres medallas en el Campeonato de los Cuatro Continentes de Patinaje Artístico sobre Hielo entre los años 2017 y 2019.

## Palmarés internacional
| Juegos Olímpicos                     | Juegos Olímpicos            | Juegos Olímpicos  | Juegos Olímpicos |
| Año                                  | Lugar                       | Medalla           | Prueba           |
| ------------------------------------ | --------------------------- | ----------------- | ---------------- |
| 2018                                 | Pyeongchang (Corea del Sur) | Medalla de plata  | Individual       |
| 2022                                 | Pekín (China)               | Medalla de plata  | Equipo           |
| 2022                                 | Pekín (China)               | Medalla de bronce | Individual       |
| Campeonato Mundial                   |                             |                   |                  |
| Año                                  | Lugar                       | Medalla           | Categoría        |
| 2017                                 | Helsinki (Finlandia)        | Medalla de plata  | Individual       |
| 2018                                 | Milán (Italia)              | Medalla de plata  | Individual       |
| 2022                                 | Montpellier (Francia)       | Medalla de oro    | Individual       |
| 2023                                 | Saitama (Japón)             | Medalla de oro    | Individual       |
| Campeonato de los Cuatro Continentes |                             |                   |                  |
| Año                                  | Lugar                       | Medalla           | Categoría        |
| 2017                                 | Gangneung (Corea del Sur)   | Medalla de bronce | Individual       |
| 2018                                 | Taipéi (Taiwán)             | Medalla de plata  | Individual       |
| 2019                                 | Anaheim (Estados Unidos)    | Medalla de oro    | Individual       |